# فيلي غانت
فيلي غانت (بالإنجليزية: Willie Gant)‏ هو عازف جاز أمريكي، (و. 1900 – 1979 م).

## بداياته
بدأ غانت على البيانو في سن الثانية عشرة، وفي سن الثالثة عشرة بدأ دراسة تحت إشراف جيمس بي جونسون. لعب على البينو في النوادي والمقاهي المحلية في نيويورك ابتداءً من سن 17 عامًا. سجّل غانت بعض الأغاني في العشرينيات من القرن الماضي، وبعد تفكك فرقته رامبلرز، كرّس نفسه تقريبًا حصريًا للعمل على البيانو منفردًا. لعب في نيويورك في أماكن مثل فندق فيرفاكس وكاروتي من الثلاثينيات إلى الستينيات من القرن الماضي.

## وصلات خارجية
- فيلي غانت على موقع ميوزك برينز (الإنجليزية)
- فيلي غانت على موقع أول ميوزيك (الإنجليزية)
- فيلي غانت على موقع ديسكوغز (الإنجليزية)